# Герб Ленска
Герб муниципального образования городское поселение «Ленск» административного центра Ленского района Республики Саха (Якутия) Российской Федерации.
Герб предположительно утверждён в 2004 году.
Герб подлежит внесению в Государственный геральдический регистр Российской Федерации.

## Описание герба
« Герб города Ленска выполнен на щите прямоугольной геральдической формы („французский“). На серебряном поле чёрный восстающий соболь держащий пред собой чёрный античный кубок, увенчанный лазоревым кристаллообразным ромбом. Окружённый сверху и по сторонам трёхцветной червлёно-жёлто-лазоревой радугой и сопровождённый в оконечности серебряным торговым кораблём в зелёном поле».

## Описание символики
Белый цвет поля герба говорит о суровой красоте северного края, экстремальных условиях жизнедеятельности людей, чистоте их нравов и помыслов.
Чёрный восстающий соболь символизирует и издревле ценящееся главное пушное богатство тайги (качеством которого наш госпромхоз выделялся даже в Якутии), и энергичное развитие города за счёт освоения нефтяных и газовых (чёрная античная чаша) месторождений.
Лазоревый кристаллообразный ромб символизирует собой алмаз — благодаря промышленности которого пос. Мухтуя превратился в прекрасный город Ленск, его синий цвет являет собой надежду на дальнейшее развитие отраслей в городе.
Радуга по форме повторяет дугу конской упряжи (символ ямщицкого станка Мухтуи и Ленска — «Города Шофёров»), она повторяет силуэт Урасы — берестянного летнего жилища якутов, и напоминает что Ленск — «Ворота Алмазного Края», форпост Якутии.
Зелёное поле свидетельствует о коротком, но ярком лете, богатстве даров тайги и щедрости недр, а также принадлежность к Ленскому району.
Серебряный торговый корабль — символ Реки Лены (имя города), Ленского речного порта, промышленного развития города.

## История герба

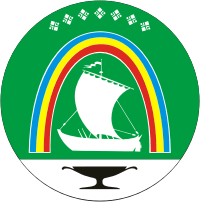
Герб Ленского района (2004 год)

Существовало несколько вариантов проекта герба (эмблем) города Ленска, с видом которых выпускались сувенирные значки в советское и постсоветское время.
Первый из них выглядит следующим образом: щит французской формы рассечён слева. В верхней части каскад городских зданий с башенным краном над ними; в правом верхнем углу снежинка. В нижнем поле грузовой автомобиль с прицепом. В оконечности щита надпись «Ленск». На плашке проекта герба надпись «Якутия». Щит наложен на лапы якоря.
В 1988 году, на значке геральдического вида, который был выпущен к 25-летию города, были изображены — две коновязи и силуэт легкового автомобиля над аркой.
В так называемой «якутской серии» сувенирных значков предприятия «Якуталмаз», которая выходила в 1992—1993 годах, был выпущен значок с таким проектом герба Ленска: «Нижняя пространная часть щита с якоревидной серебряной оконечностью скошена слева лазоревым и черным; в верхней части строительный кран и здания, сопровождаемые справа снежинкой, в нижней — самосвал, сопровождаемый вверху „розой ветров“; все серебряное. В лазоревой главе серебряный бегущий северный олень, сопровождаемый по сторонам таковыми же снежинками».
Ещё один проект герб Ленска (по неподтверждённым сведениям — утверждённый в 2002 году) был выпущен в значковом варианте: «В зелёном поле пониженный золотой пояс, обременённый лазоревым шиповидным поясом, сопровождаемый вверху кольцом из шестерни и колоса, обременённым вышкой с пламенем, внизу — кристаллом; все фигуры золотые».
Предположительно в 2004 году В. А. Балаевым был разработан новый вариант герба Ленска, его описание и обоснование символики размещено на официальном сайте Ленска, но без информации об официальном утверждении. Новый герб города перекликается с гербом Ленского района (утверждён в 2004 году), автором которого также был Балаев. Оба герба выполнены в одной цветовой гамме, на обоих размещены радуга, корабль и чаша.